# Hubert Ganzera
Hubert Ganzera (* 15. Oktober 1952) ist ein ehemaliger deutscher Fußballspieler, der 1971 mit Dynamo Dresden DDR-Fußballmeister wurde.

## Sportliche Laufbahn
Als Dynamo Dresden 1971 DDR-Meister wurde, war der 18-jährige Hubert Ganzera mit einem 25-minütigen Einsatz an dem Erfolg beteiligt. Am 9. April 1971 war er in der Begegnung des 18. Spieltages Dynamo Dresden – BFC Dynamo (2:1) in der 65. Minute für den Verteidiger Joachim Kern eingewechselt worden und stand damit gemeinsam mit seinem älteren Bruder Frank Ganzera auf dem Feld. Weitere Oberligaeinsätze absolvierte Hubert Ganzera nicht, da Trainer Walter Fritzsch die etwa gleichaltrigen Defensivspieler Hans-Jürgen Dörner und Udo Schmuck bevorzugte.
Zuvor hatte Ganzera bereits mit der 2. Mannschaft in der zweitklassigen DDR-Liga gespielt. Am Saisonende war er dort in 24 von 30 Punktspielen eingesetzt worden und hatte ein Tor erzielt. Er wurde auch danach nur in der 2. Mannschaft eingesetzt. Nach 17 DDR-Liga-Spielen in der Saison 1971/72 bestritt er in der folgenden Spielzeit nur ein Spiel in der DDR-Liga, anschließend musste er einen 18-monatigen Wehrdienst in der Nationalen Volksarmee ableisten. Nach seiner Entlassung bestritt Ganzera 1974/75 seine letzte Saison im höherklassigen Fußball mit elf Einsätzen für Dynamo Dresden II in der DDR-Liga. Dabei gelang ihm noch einmal ein Torerfolg.
In seiner Fußballerlaufbahn war er neben seinem Oberliga-Kurzeinsatz auf 53 DDR-Liga-Spiele und zwei Tore gekommen. Anschließend spielte er noch für Stahl Freital in der Fußball-Bezirksliga Dresden.